# Программа создания и испытания бактериологического оружия в Покровском монастыре

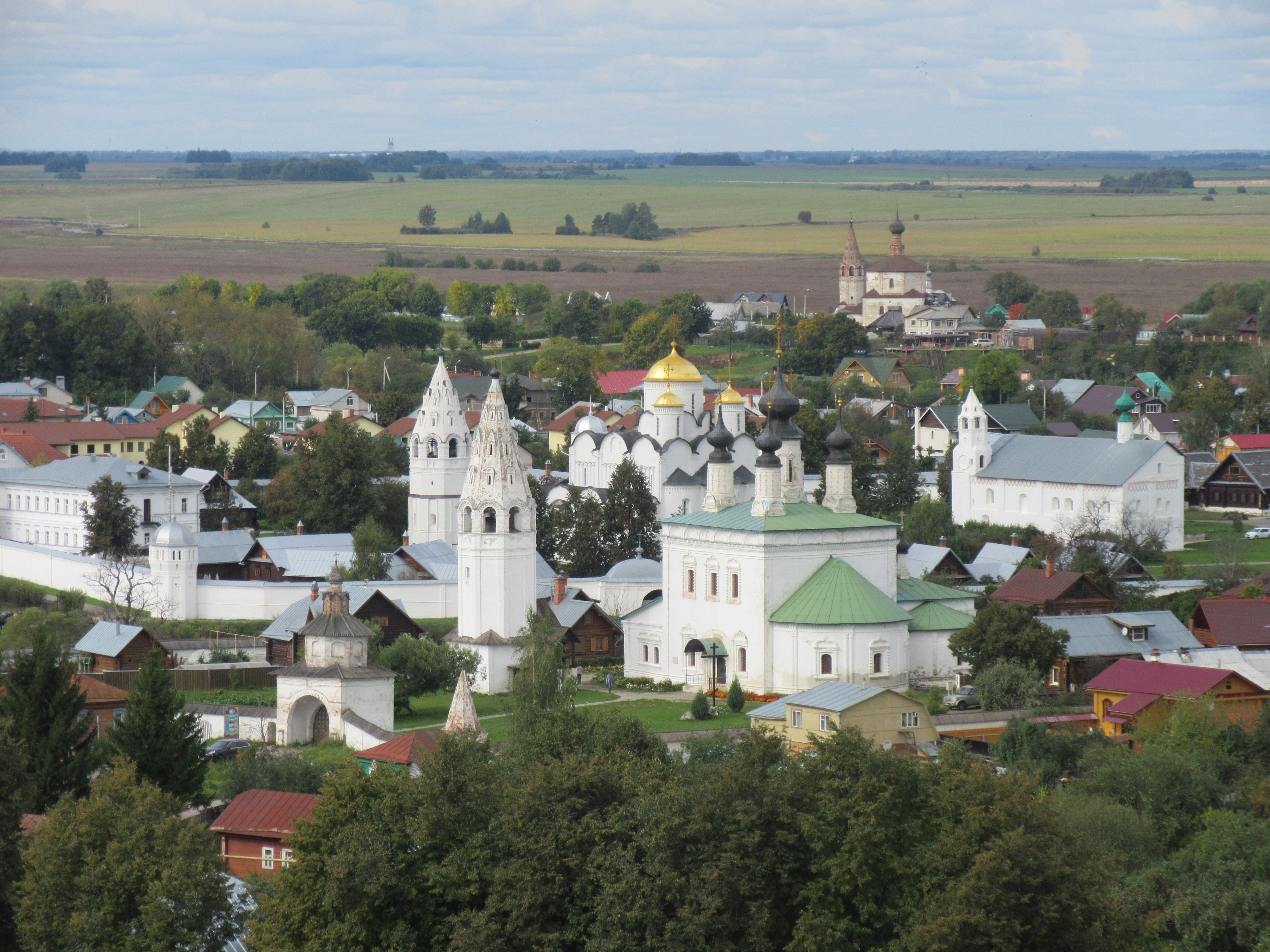
Покровский монастырь

Советская программа по созданию и испытаниям бактериологического оружия на заключённых проводилась в Покровском монастыре в Суздале в 1930-е гг. Эти эксперименты были строго засекречены, об этом стало известно только в период гласности, а официально российские власти признали это только в ноябре 1992 года.

## История
Начиная с 1928 года (по другим данным — с 1931 или 1933 года) в монастыре была расположена военная биологическая лаборатория Бюро особого назначения Особого отдела ОГПУ (БОН ОО ОГПУ) — представлявшая собой шарашку, в которой работали заключённые специалисты, занимавшиеся разработкой биологического оружия. В 1934 году лаборатория была передана биохимическому институту РККА. Попутно с шарашкой, в монастыре находилась тюрьма для подопытных заключённых. Советское бактериологическое оружие испытывалось на заключённых, как на подопытных животных.

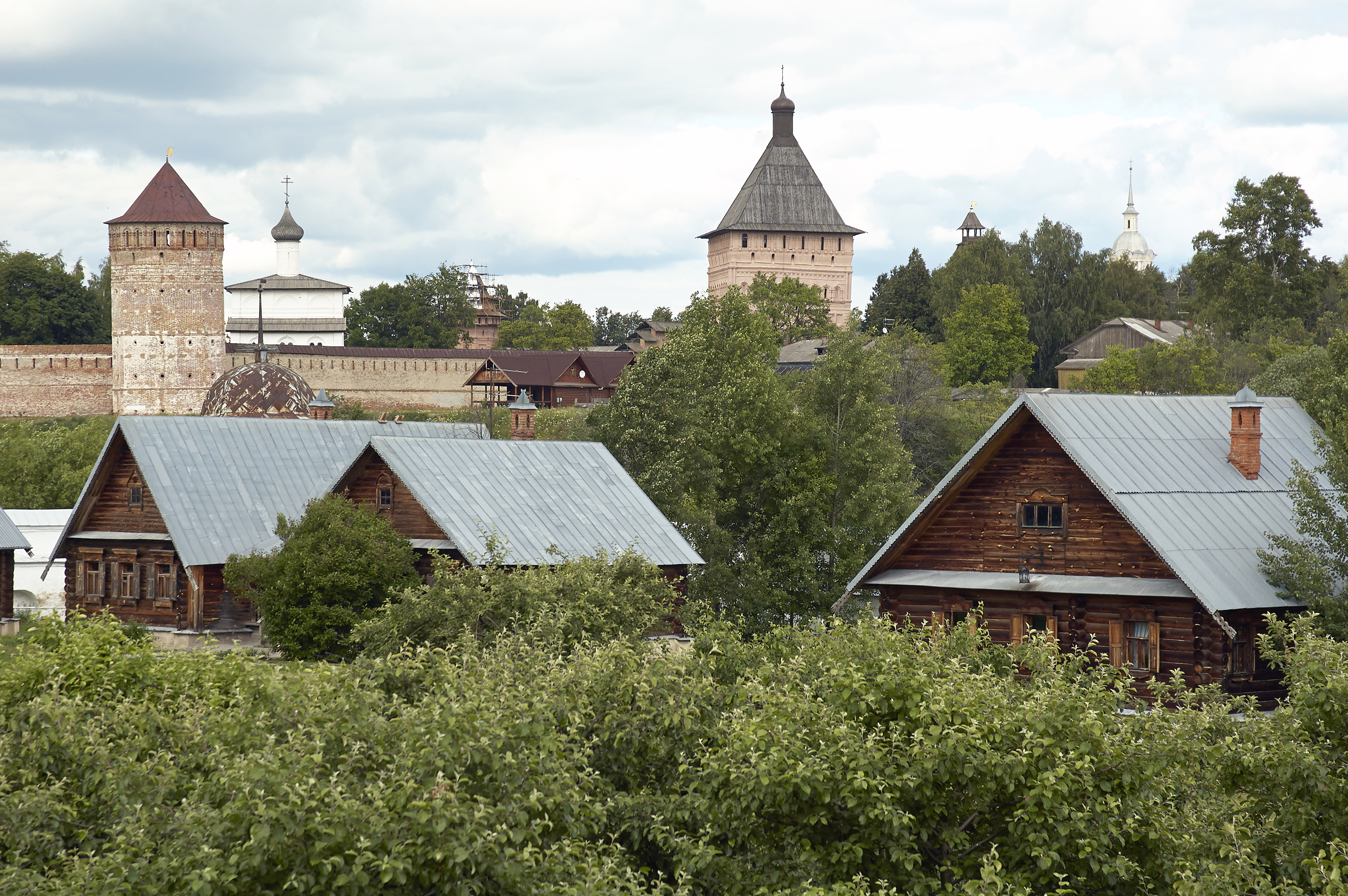
Место проведения экспериментов в 2007 году

Часть подопытных находилась на месте, где ныне находится администрация гостиницы «Покровская».
Больше всего, по словам Е. И. Паршиной, в БОНе занимались холерой, чумой, малярией и столбняком. Паршина сама участвовала в «ответственном задании Партии и правительства» — заражении заключённого холерой, опыт оказался «удачным» (то есть заразить подопытного удалось).
Побочным продуктом испытаний на заключённых штаммов бактериологического оружия стало создание в 1935 году находившимися в заключении биологами жидкой вакцины против туляремии.

## Биологи, принимавшие участие в программе
- Гайский, Николай Акимович
- Коршун, Степан Васильевич
- Паршина, Елизавета Ивановна
- Штуцер, Михаил Иванович
- Эльберт, Борис Яковлевич